# ادوارد هرمان (دونده)
ادوارد هرمان (استونیایی: Eduard Hermann؛ ۱۰ ژوئیه ۱۸۸۷ – ۸ فوریه ۱۹۶۰) دونده دو پیاده‌روی سرعت و بوکسور اهل استونی بود.
وی در مسابقات دو پیاده‌روی سرعت ۱۰ کیلومتر بازی‌های المپیک تابستانی ۱۹۱۲ و دو پیاده‌روی سرعت ۳۰۰ متر و ۱۰ کیلومتر بازی‌های المپیک تابستانی ۱۹۲۰ شرکت کرده بود.